# Saoedi-Arabische riyal
De riyal is de munteenheid van Saoedi-Arabië. Eén riyal is honderd halalas.
De volgende munten worden gebruikt: 1 (nauwelijks gebruikt) 5, 10, 25, 50 halalas en 1, 2 riyal. Het papiergeld is beschikbaar in 1, 5, 10, 20, 50, 100, 200 en 500 riyal.
De riyal is gekoppeld aan de Amerikaanse dollar tegen een koers van 1 dollar is 3,75 riyal.
In Iran, Jemen, Oman en Qatar heet de nationale munteenheid rial. In het Arabisch is de spelling gelijk (ريال); het is onduidelijk waarom de Nederlandse Taalunie in de Woordenlijst Nederlandse Taal een onderscheid maakt. Overigens staat de Nederlandse Taalunie hierin niet alleen: in het Duits, Frans, Engels en Spaans wordt het zelfde onderscheid gemaakt.